# Garéoult
Garéoult település Franciaországban, Var megyében. Lakosainak száma 5579 fő (2022. január 1.). Garéoult Brignoles, Forcalqueiret, Néoules, Rocbaron és La Roquebrussanne községekkel határos.

## Népesség
A település népességének változása:
| Lakosok száma | 5422 | 5369 | 5447 | 5330 | 5310 | 5303 | 5307 | 5322 | 5579 |
|               | 2013 | 2015 | 2016 | 2017 | 2018 | 2019 | 2020 | 2021 | 2022 |